# Тертенія
Тертенія (італ. Tertenia, сард. Tertenia) — муніципалітет в Італії, у регіоні Сардинія,  провінція Ольястра.
Тертенія розташована на відстані близько 350 км на південний захід від Рима, 70 км на північний схід від Кальярі, 27 км на південь від Тортолі, 21 км на південь від Ланузеі.
Населення — 3894 особи (2014).

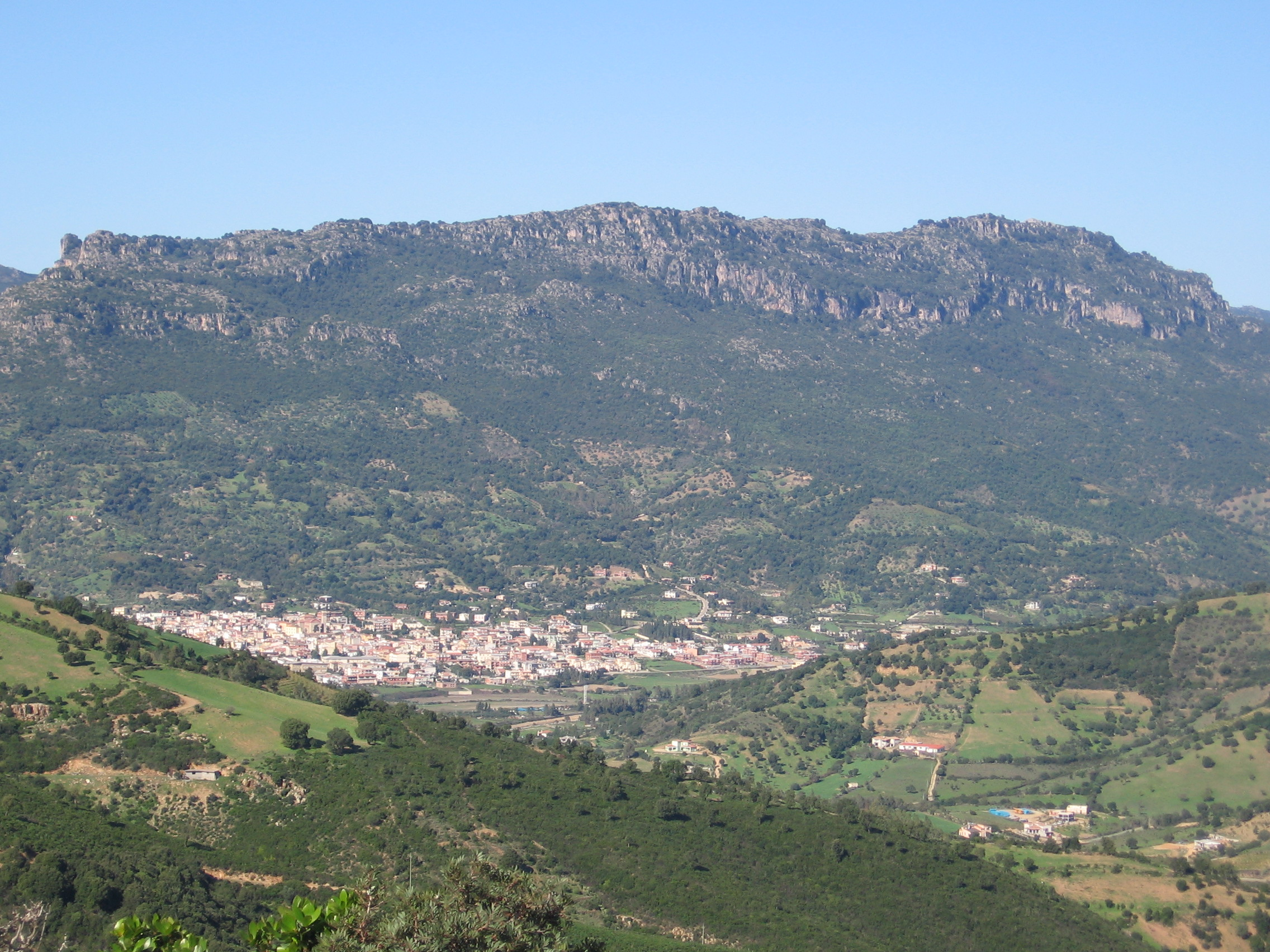

Щорічний фестиваль відбувається 20 січня. Покровитель — San Sebastiano.

## Демографія
Населення за роками:

Станом на 1 січня 2023 року в муніципалітеті офіційно проживало 58 іноземців з 19 країн, серед них 28 громадян країн Євросоюзу та 11 громадян України.

## Сусідні муніципалітети
- Кардеду
- Гаїро
- Єрцу
- Ланузеі
- Лочері
- Озіні
- Улассаї